# Енем
Енем (на руски: Энем; на адигейски: Инэм) е селище от градски тип в Русия, разположено в Тахтамукайски район, Адигея. Населението му към 1 януари 2018 година е 19 388 души.